# Josep Ribera i Pinyol
Josep Ribera i Pinyol (Sabadell, 1933 - Santa Pau, 8 d'agost de 2017) fou un enginyer, cooperador internacional i director del Centre d'Estudis i Documentació Internacionals a Barcelona (CIDOB) des de la seva creació el 1973 fins al 2008.

## Biografia
Fill d'Antoni Ribera i Bros i de Maria Pinyol, la seva família tenía tradició industrial a Sabadell (Vapor Ribera i Cusidó). Pep Ribera, tal com era conegut, es va formar com a enginyer tèxtil i, des de ben aviat, la seva vida va estar lligada a la lluita i la defensa dels drets humans. Es va formar com a sacerdot i com tal va viure la seva joventut durant els anys seixanta, fins que el 1970 va deixar el sacerdoci. Malgrat això continuà treballant amb les institucions eclesials i amb els programes socials de l'Església de Barcelona, al barri del Besòs o a Xile. Així, durant aquella època es va traslladar a Xile on va treballar amb les gents del barri de Forestal Alto a la perifèria de Santiago de Xile, on va portar a terme tasques d'ajuda i d'integració social a barris marginals. Posteriorment, es va involucrar en la gestió i assessoria d'accions per a la cooperació al desenvolupament, tant a l'Amèrica Llatina com a l'Àfrica, i va dirigir la revista Agermanament entre 1967 i 1978. Des de finals dels seixanta, forma part del grup "Agermanament", un lloc de trobada de persones de diverses tendències ideològiques, unides per la lluita contra la dictadura i per la solidaritat àmpliament entesa, format per un grup integrat per persones que procedien del món catòlic, del món de la cultura i de l'activisme polític de Barcelona i que acabarà sent l'embrió de CIDOB. Amb el derrocament del president Salvador Allende el 1973, Pep Ribera comença a recuperar i ordenar documents procedents del Xile que estan en risc de desaparèixer per la dictadura del general Pinochet. Tot plegat, en uns anys del final del franquisme i caracteritzats per la repressió de tota iniciativa política.
Josep Ribera va ser el primer president del Consell Assessor de Cooperació al Desenvolupament de la Generalitat de Catalunya des del 2003, Secretari General d'ACSAR (Associació Catalana de Solidaritat i Ajuda al Refugiat) des de la seva constitució, fou també president del Grup de Refugiats i Estrangers del Consell de Benestar Social de l'Ajuntament de Barcelona (1987-2002). Així mateix, va formar part del Comitè Nacional Espanyol per a la commemoració del cinquantè aniversari de les Nacions Unides (1994-1995), president de la Coordinadora Espanyola d'ONGD (1989-1995) i vicepresident de la Comissió Espanyola d'Ajuda als Refugiats, CEAR, (1989-1992).
Josep Ribera va ser un referent i líder d'un projecte col·lectiu permanent de solidaritat internacional. D'un projecte de la societat civil que finalment es va concretar en la creació del Centre d'Estudis i Documentació Internacionals a Barcelona (CIDOB) el 1973, una institució que va dirigir durant 35 anys, entre 1973 i 2008. Posteriorment es va convertir en membre del seu patronat. El 1979, sota la seva direcció, el CIDOB es va constituir com a Fundació, convertint-se en el primer centre a Espanya de pensament en relacions internacionals i cooperació.

## Reconeixements
L'any 2006 l'Ajuntament de Barcelona li va atorgar la Medalla d'Or de la Ciutat de Barcelona en reconeixement de la seva llarga trajectòria en defensa de la democràcia i d'una societat més justa i solidària.